# 후지오카정 (도치기현)
후지오카 정(일본어: 藤岡町)은 도치기현 남단부 시모쓰가군의 정이었다. 2010년 3월 29일, 도치기시, 오히라 정, 후지오카 정, 쓰가 정이 합병하여 도치기 시가 신설되었다.
정의 남쪽에 펼쳐진 와타라세 유수지에는 귀중한 식물들이 많이 서식하고 있으며 야나카 호수에는 소형 요트나 윈드 서핑에 적절해 활기차있다.

## 지리
간토평야의 북쪽에 위치한다. 고카이 강이 정 서측을 북쪽에서 남쪽으로 흐르고, 그 하안의 평야부가 정의 대부분을 차지한다. 정의 남부는 이바라키현과 접하는 구릉지이다.

## 역사
- 1906년：강제 폐촌된 된 야나카 촌을 편입하였다.
- 1955년：미카모 촌, 아카마 촌, 헤야 촌과 합병해 새로운 후지오카 정이 되었다.

## 교통

### 철도
- 도부 철도 닛코 선

### 도로
- 도호쿠 자동차도
- 국도 제50호선